# SN 2007uq
SN 2007uq – supernowa typu Ia odkryta 7 grudnia 2007 roku w galaktyce A020421-0354. Jej jasność pozostaje nieznana.